# Evangelický hřbitov v Petrově nad Desnou
Evangelický hřbitov v Petrově nad Desnou je nepoužívaný hřbitov v Petrově nad Desnou; původně byl v církevním vlastnictví, následně přešel do státního a pak obecního vlastnictví.
Sloužil jako pohřebiště obyvatelů diakonického ústavu německé evangelické církve (posléze českobratrské evangelické církve) a diakonek, které v ústavu sloužily. Poslední pohřeb se na hřbitově odehrál asi roku 1976.
Dle územního plánu obce (2020) se předpokládá přestavba plochy hřbitova na plochu veřejné zeleně s pietním významem.